# 上梨白山宮
上梨白山宮（かみなしはくさんぐう）は、富山県南砺市（旧平村）上梨にある神社。
上梨白山宮の本殿は富山県内に現存する最古の木造建造物として貴重であり、国の重要文化財に指定されている。また、上梨集落が所蔵する「白山宮信仰関係資料」も、五箇山地域における中世以来の信仰をよく伝える資料として、南砺市の文化財に指定されている。

## 概要

### 起源
天保14年（1833年）編纂の上梨白山宮縁起によると、元正天皇の御代に泰澄大師が二十一世観世書のお告げを受けて人形山に堂塔を建立し尊像を安置したのが始まりとされる。その後兵火によって堂塔は焼けてしまったが、今度は上梨村の市良右衛門に人形山白山権現より夢のお告げがあり、我を上梨村にし氏神として崇敬すれば村の反映を守護するであろうと述べたという。
そこで平安時代の大治2年（1125年）、市良右衛門は上梨に泰澄作の尊像を上梨集落に遷し、現在の上梨白山宮が形成されたと伝えられる。なお、現在の人形山宮屋敷が上に移るまで白山宮のあった場所とされる。

### 集落の発達
南北朝時代に入ると南朝の落人の流入によって五箇山で集落形成が進み、利賀谷の大豆谷八幡宮や上梨白山宮で五箇山最古の文字資料が刻まれるようになる。大豆谷八幡宮の神像に刻まれた「永和（1375年-1379年）」や「明徳（1390年-1392年）」の年号とともに、上梨白山宮の仏像後頭銘に記される「応永二年（1395年）」の記載は、この頃集落形成が進んだことを示唆する貴重な史料と位置付けられている。この仏像後頭銘は現在摩耗が進んで読み取れないが、上梨集落出身の歴史家である高桑敬親は「砺波郡貴船城主石黒重行が応永二年と同十八年に改修し、武運を祈願した」と読解している。
室町時代後半には荘園制の崩壊と並行して郷村が発達し、古文書中で「村殿」と呼ばれる名主が五箇山でも現れるようになった。上梨白山宮の棟札には「文亀二年（1502年）壬子」「越中国利波郡坂本保内上梨村」等の記載があるが、これは五箇山内の地名（上梨）を記した最初の文字史料である。棟札に記される「高桑新兵衛」は、この頃五箇山に現れ始めた「村殿」の一人とみられる。なお、「坂本保」については不詳であるが、年貢徴収単位としての、在地領主の開発勧農地域ではないかと考えられている。

### 真宗の広まり

白山周辺図。

戦国時代、五箇山地域では浄土真宗の教えが急速に広まり、赤尾行徳寺や坂上西勝寺に代表される寺院・念仏道場が集落の中心となっていった。赤尾谷新屋の道善寺所蔵文書には八幡神を阿弥陀如来と同一視する記述があり、白山系の八幡・熊野信仰から移行する形で浄土真宗の教えが広まったものと考えられている。これを裏付けるように、戦国時代の北陸道で特に一向一揆が盛んであった越中国西部・加賀国・越前国北部・飛騨国北西部（白川郷）は、白山信仰の分布圏と合致する。
この頃の上梨白山宮の立ち位置を伝える記録として、文化10年（1813年）刊行の「五ッ山謎記」所収の唄がある。「五ッ山謎記」所収の唄によると、上梨村の白山冥利大権現の神社に山蜘蛛がおり、往来する者に害をなしていたが退治された、という。一向一揆研究者の井上鋭夫はこれを応永30年（1423年）に朝倉・三木が白山麓の南朝勢力を討伐した事件を指すものと推測した上で、「山蜘蛛」と称されるような「山の民」こそが既存の荘園・郡・国を超えた真宗教団の成立に寄与したと評している。

### 江戸時代以後
戦国時代以後、五箇山地域の信仰は真宗一色に固まり、真宗以外の信仰に関する記録はあまり見られなくなる。そのような中でも上梨集落では室町時代以来の白山宮本殿が維持され、33年毎のご開帳が続けられてきた。昭和28年（1953年）のご開帳の際には大鳥居が竣工され、それから5年後の昭和35年（1958年）5月14日に国の重要文化財に指定されるに至った。

## 白山宮本殿

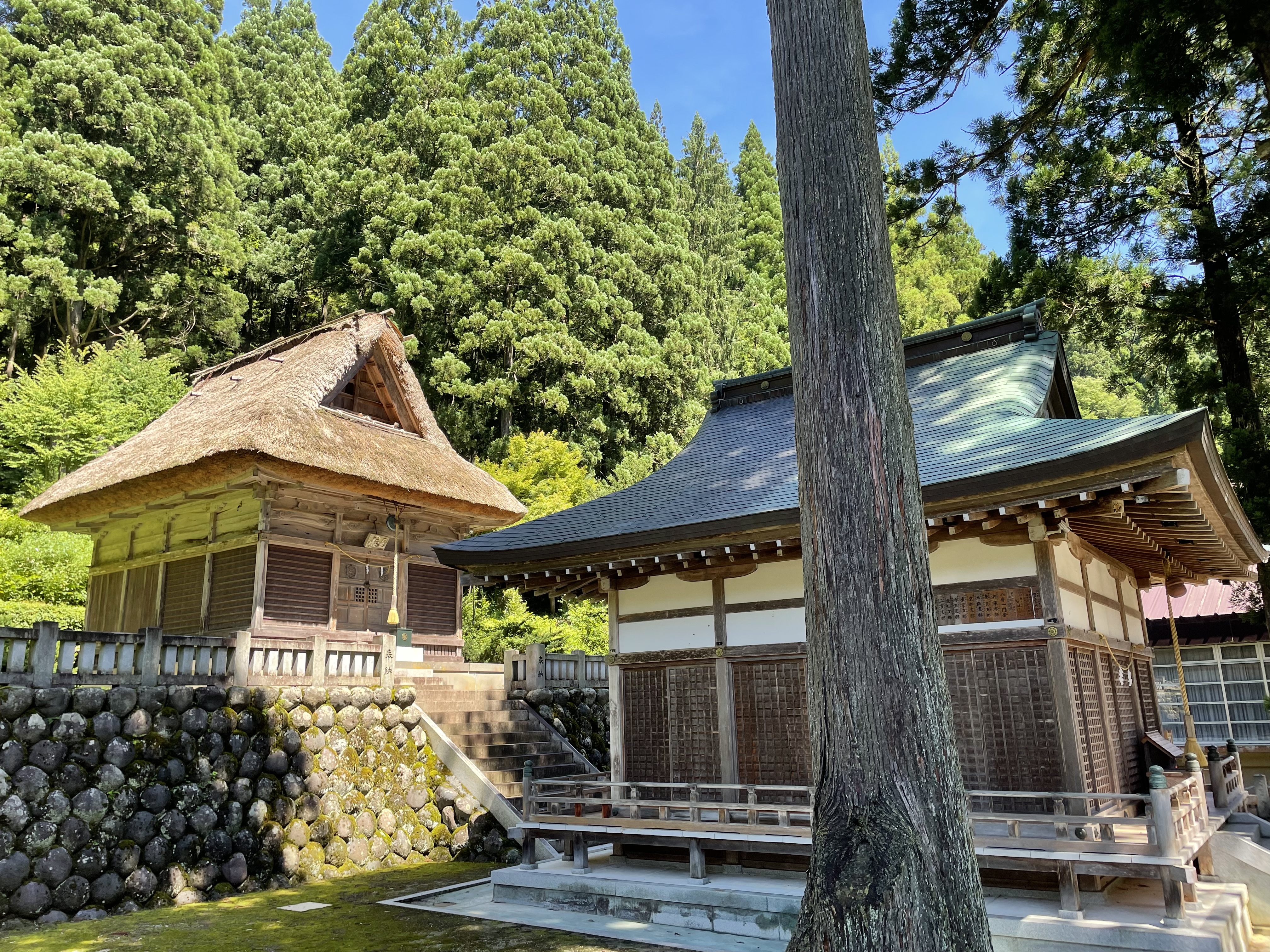
左側が上梨白山宮本殿。

上述したように「文亀二年（1502年）」付けの棟札が残っており、建築年代の分かる富山県内の木造建築物としては最も古い、貴重な文化財と位置付けられている。
白山宮本殿は一間社流造りの形式であり、正面柱間が5尺（1.5m）、身舎側面4尺3寸（1.29m）、向拝の出は2尺7寸（0.81m）となっている。身舎は丸柱、腰と内法に長押を打ち、桂上には舟肘木をのせて桁をうけている。また側面は虹梁を架け、又組みの上に大斗・模様木をのせ、棟木をうけて妻飾りとしている。屋根は切妻造りに庇をつけた流造りで、伝統的な形をとっている。
昭和29年（1954年）、越中白山宮奉讃会を中心に解体修理が行われ、この時「白山宮修理工事報告書」が刊行されている。同年10月12日付で富山県文化財に指定され、昭和35年（1958年）5月14日に国指定重要文化財となった。また、昭和56年（1979年）からは境内整備が行われ、本殿・拝殿は一段上場へ移動され、本殿は権現の中に戻された。 

## 白山宮信仰関係資料
上梨区が所蔵する、木彫仏群や室町時代の懸仏群をはじめ、祭祀具・奉納品など、五箇山地域における中世以来の信仰の所産25件（69点）が令和元年（2019年）12月24日付で南砺市の有形文化財に指定された。この中でも「白山本迹曼荼羅図」白山美濃馬場長滝寺に江戸時代後期までに所蔵されていたことが判明しており、制作は室町時代末期にさかのぼると推定される。本地仏と垂迹神、尾張・美濃から山頂に至る景観をあわせて描く構成、画面中央に白衣の男性が坐し、本地仏からの光明が差す図様など、特異な構成・図様をもつ貴重な作例と評されている。

## 近隣情報
- 村上家住宅
- こきりこ館
- 三笑楽酒造株式会社
- 円浄寺

いずれも同じ上梨集落内にあり、徒歩数分で行き来できる。